# Chris de Vries

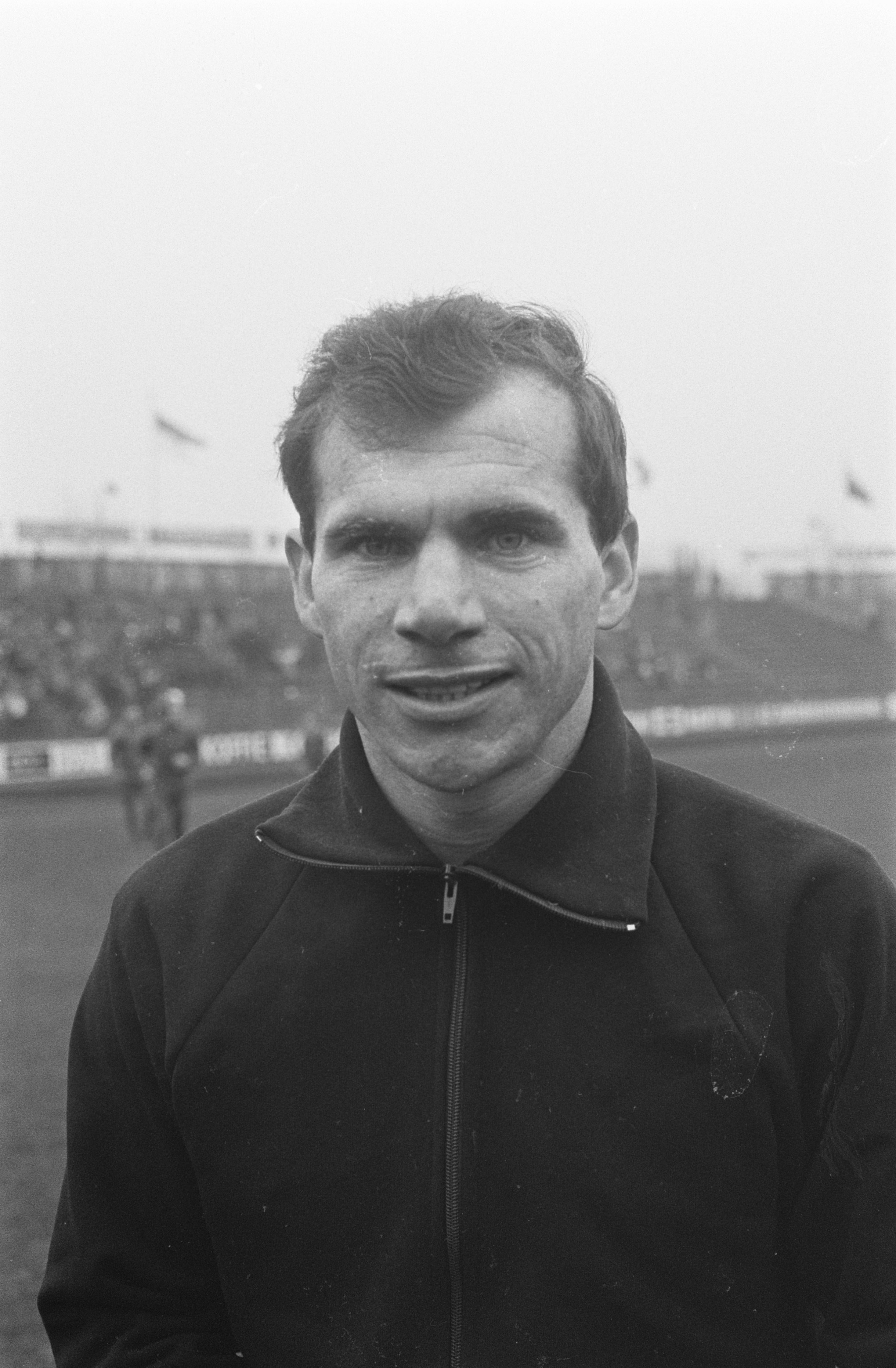
Chris de Vries (1968)

Chris de Vries (* 17. Juli 1939 in Vlissingen, Zeeland; † 29. April 2017 in Arnhem, Gelderland) war ein niederländischer Fußballspieler. Als Profi war der Mittelfeldspieler unter anderem für die SBV Vitesse aus Arnhem und BV De Graafschap aus Doetinchem aktiv.

## Leben und Karriere
De Vries spielte in der Jugend und als junger Aktiver zunächst im Süden der Niederlande. Von seinem Jugendverein RVV Hillesluis in Rotterdam kam er über RBC aus Roosendaal, für den er von 1960 bis 1962 aktiv war, und Excelsior 1963 zu den Go Ahead Eagles nach Deventer. Nachdem er hier in der Spielzeit 1963/64 nicht in der Eredivisie eingesetzt worden war, wechselte er im Juli 1964 zu Vitesse.

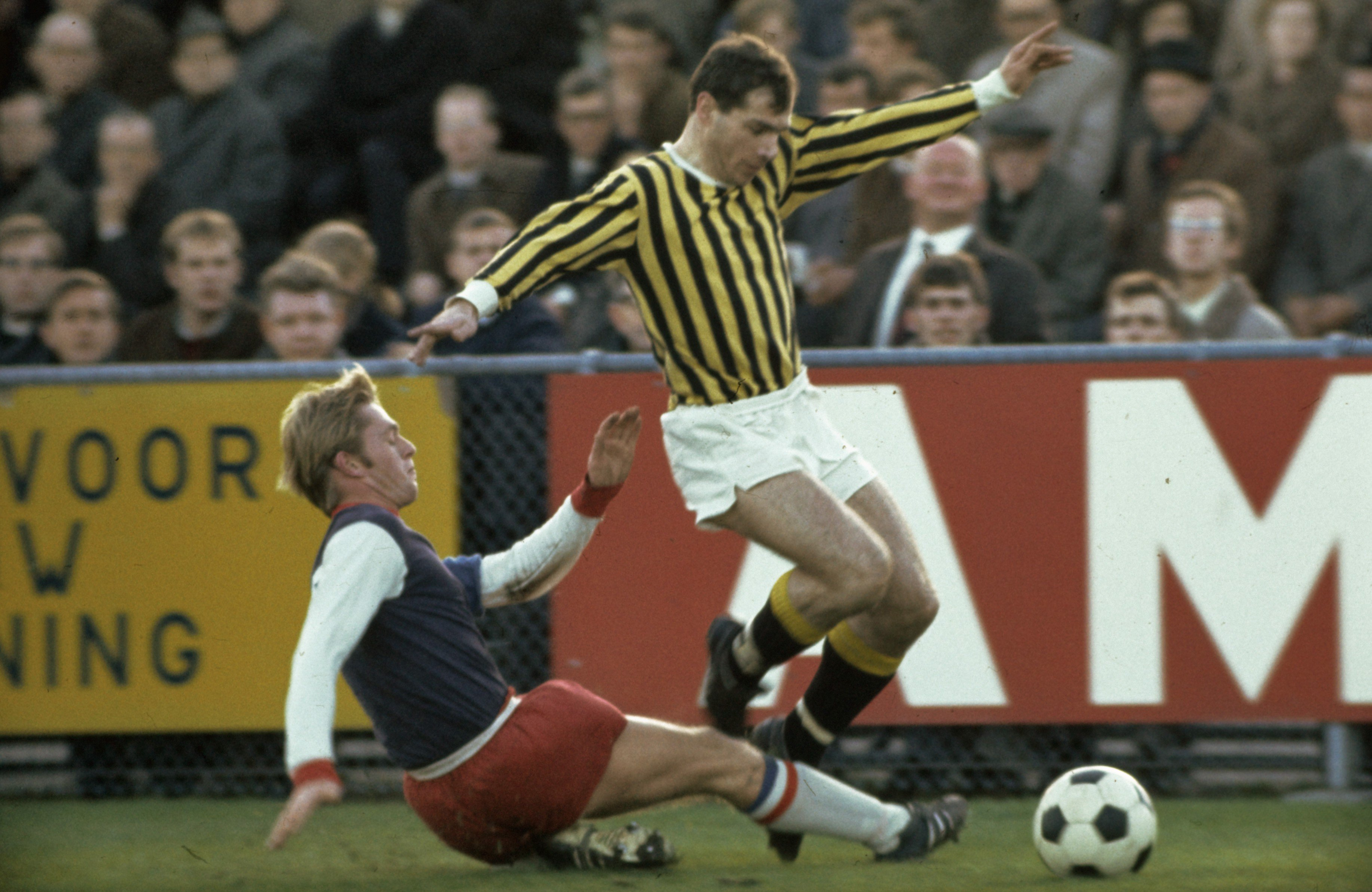
De Vries im schwarz-gelben Vitesse-Trikot, 24. November 1968

Mit den Arnheimern stieg er 1966 unter dem österreichischen Trainer Pepi Gruber aus der zweiten in die Eerste Divisie auf, dabei erzielte de Vries 14 Tore und war nach Hans Verhagen (20 Treffer) und Jan Veenstra (17) drittbester Torschütze des Aufstiegsteams. In sieben Jahren kam er bei Vitesse auf 230 Pflichtspiel-Einsätze, ehe er 1971 – nachdem Vitesse in die Eredivisie aufgestiegen war – zu De Graafschap wechselte. Offenbar hatte es Probleme zwischen de Vries und Trainer Cor Brom gegeben.
Sein damaliger Trainer bei De Graafschap, Piet de Visser, betonte nach De Vries’ Tod: „Chris sollte von Vitesse weg, da habe ich ihn schnell geholt. Keine Sekunde habe ich das bereut, denn er war ein großartiger Vorzeigefußballer.“ 1973 verhalf de Vries dem Team aus Doetinchem zu seinem ersten Aufstieg in die Eredivisie. Bei dem Verein aus dem Achterhoek ließ er seine aktive Laufbahn 1975 auch ausklingen.
Nebenher betrieb de Vries einen Spirituosenhandel und nach 1975 auch die Kantine von De Graafschap. Später war er lange Jahre als Scout für Vitesse tätig. Im Jahr 2000 ernannte ihn der Verein zum Zilveren Vitessenaar („Silberner Vitessener“). Das ehemalige Vorstandsmitglied des Arnheimer Klubs Jan Snellenberg brachte als Ehrenbezeigung den KNVB-Pokal, den Vitesse einen Tag nach de Vries’ Tod erstmals errungen hatte, mit zu dessen Beisetzung.